# Leucothyreus aeneiceps
Leucothyreus aeneiceps är en skalbaggsart som beskrevs av Kirsch 1871. Leucothyreus aeneiceps ingår i släktet Leucothyreus och familjen Rutelidae. Inga underarter finns listade i Catalogue of Life.